# Olivia Culpo
Olivia Culpo, född 8 maj 1992 i Cranston, Rhode Island, är en amerikansk skönhetsdrottning som blev krönt till Miss USA 2012 och senare samma år som vinnare av Miss Universum 2012 som hölls i Las Vegas.